# Cinque pilastri dell'islam

I cinque pilastri dell'islam, da sinistra verso destra: Shahādah, Ṣalāt, Zakāt, Ṣawm, Ḥajj.

I cinque pilastri dell'islam (in arabo أركان الإسلام‎? Arkān al-Islām) indicano i cinque obblighi fondamentali previsti dalla Legge religiosa (Sharīʿa) per ogni credente musulmano di qualsiasi sesso, in ottemperanza alla volontà di Dio (Allah); sono riassunti nel famoso ḥadīth di Gabriele.
In breve:
1. La Testimonianza di fede (shahādah)
2. La preghiera (ṣalāt)
3. L'elemosina legale (zakāt)
4. Il digiuno (ṣawm o ṣiyam) nel mese di Ramadan
5. Il pellegrinaggio (ḥajj) a La Mecca

## Primo pilastro: testimonianza di fede
La testimonianza di fede assume nell'islam un ruolo centrale. L'unicità divina da essa enunciata costituisce infatti un dogma imprescindibile, in quanto sarebbe stata proprio tale dottrina a superare sia la Trinità (dogma invece per i cristiani) che il paganesimo arabo.

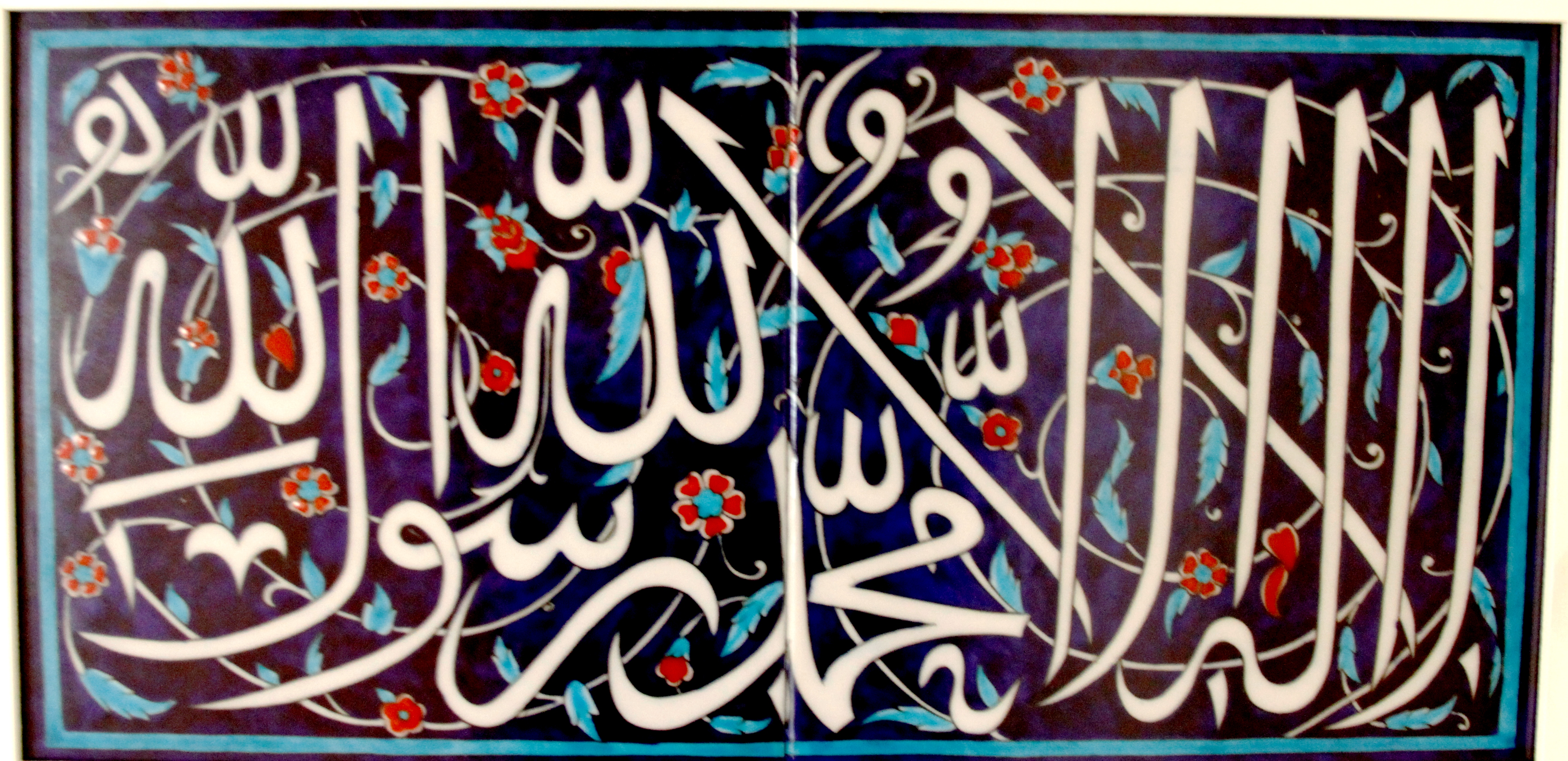
La shahādah scritta in un'elegante calligrafia araba, su una ceramica a Nicea, in Turchia

Oltre a questo, la testimonianza di fede ha un vero e proprio ruolo iniziatico. Se infatti un cristiano può definirsi tale a seguito del battesimo, a un musulmano è richiesta la recitazione sincera della shahādah.

### Storia
Secondo la tradizione quando Maometto ebbe quarant'anni iniziò ad avere una crisi spirituale. I suoi viaggi per meditare si fecero sempre più frequenti, si rifugiava sul monte Hira, dove un giorno ricevette la visita dell'arcangelo Gabriele, il quale gli trasmise la "scienza". Le prime rivelazioni sarebbero state in buona parte atte a confermare l'unicità di Dio. Questo tema riempì poi i primi discorsi del profeta davanti ai concittadini meccani, i quali arrivarono a crederlo un "invasato dai Jinn".
Gli interessi della aristocrazia cittadina, legati ai profitti derivanti dalla Kaʿba (allora centro di un complesso credo politeista) procurarono al profeta un crescente Ostracismo, tanto che una volta deceduti la moglie Khadija e lo zio-protettore Abū Ṭālib fu costretto a lasciare La Mecca. I politeisti infatti non avrebbero potuto uccidere Maometto, in quanto membro della tribù riconosciuta dei Quraysh, almeno non senza violare l'antico codice tribale e scatenare una faida cittadina, ma la crescente esclusione sociale e le continue tensioni stavano comunque mettendo i primi fedeli in una situazione molto scomoda. La lunga guerra intrapresa contro gli "idolatri" e la successiva polemica contro la trinità cristiana rese poi questo dogma ancora più imprescindibile, in quanto solo chi avesse creduto nell'assoluta unicità divina avrebbe potuto essere musulmano. Da qui poi la spogliazione a opera di Maometto della Ka'ba dagli idoli pagani, la successiva polemica contro il presunto incarnazionismo degli sciiti e la condanna a morte quasi tre secoli dopo di Al-Hallaj, autoproclamatosi "Dio" in senso allegorico.
Prima della morte del profeta nel 632 la shahadah sarebbe stata limitata al semplice "Testimonio che non c'è divinità se non Dio". La parte relativa a "Maometto il suo profeta" sarebbe apparsa solo in un secondo momento.

### La shahadah
La shahādah secondo quanto riportato da Sa'd ibn Abi Waqqas sarebbe:
(in arabo أشهد أن لا إله إلا الله وأشهد أن محمدا رسول الله‎? )
Ovvero:

## Secondo pilastro: preghiera canonica
I musulmani recitano la ṣalāt cinque volte al giorno: prostrati su un tappetino, rivolgendo il capo a La Mecca (gli anziani possono eseguirla su una sedia); il mezzogiorno del venerdì è il momento della preghiera comune. Altre preghiere supplementari non costituiscono un obbligo legale (sciaraitico).

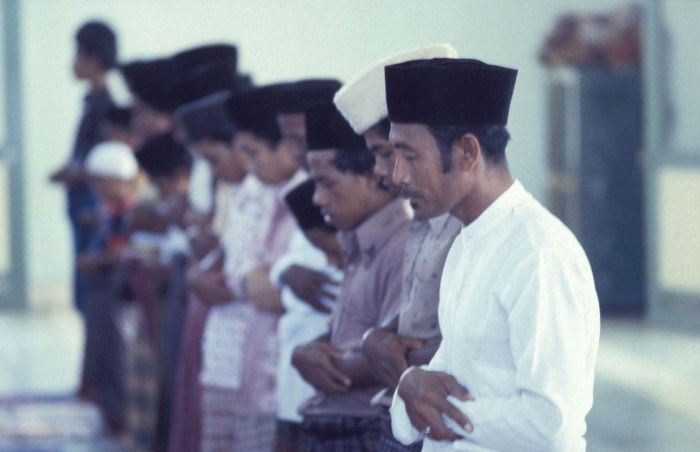
Musulmani durante la Ṣalāt mentre recitano la prima Sūra del Corano, la Fātiḥa.

### La Rak'a
Ogni preghiera si compone di un numero variabile di Rakʿa, unità composte da:
- Recitazione del Takbīr (Allah Akbar, Dio è grande);
- Recitazione della sura aprente del Corano;
- Recitazione a piacimento di versetti del Corano:
- Inchino, piegarsi in avanti di 90 gradi, appoggiando le mani sulle ginocchia. Il tutto recitando un'invocazione. ("Subḥāna Rabbī l-ʿaẓīm! Gloria al Signore Eccelso!)
- Ritorno in posizione eretta (l'Imam dice: "Samiʿa Allāh li-man ḥāmida" Dio ascolta chi Lo loda!. L'assemblea risponde: "Rabbanā la-Ka l-ḥamd!", "Signore nostro, a Te la lode!")
- Sujūd, Prosternazione totale in avanti, con le mani appoggiante al suolo. Il tutto recitando un'invocazione. ("Subḥāna Rabbī l-āʿlā!", "Sia gloria all'Altissimo mio Signore!")
- Sedersi sulle cosce, con le mani appoggiate sulle gambe.
- Un ulteriore sujud.
- Ritorno in posizione eretta.

### Le preghiere
In ognuna delle cinque diverse preghiere obbligatorie ogni giorno è previsto un numero variabile di Ra'ka. Rispettivamente:
- All'alba il numero minimo di Rakʿa è di due.
- A mezzogiorno, a pomeriggio e di notte è di quattro.
- La sera, invece, il numero previsto è di tre.

Vi sono poi tutta una serie di Ṣalāt non obbligatorie e rituali, per le quali possono valere non solo un numero diverso di rak'a, ma anche diverse invocazioni o diversi passaggi.

## Terzo pilastro: elemosina legale
La zakāt rappresenta un'imposta di 'purificazione', atta a rendere lecito (ḥalāl) il godimento dei propri guadagni. Il minimo si porrebbe intorno al 2,5% del capitale di tutti i fedeli che se lo possono permettere e può essere elargito in denaro o in una qualsiasi altra merce che crei valore. (bestiame, raccolto, eccetera)

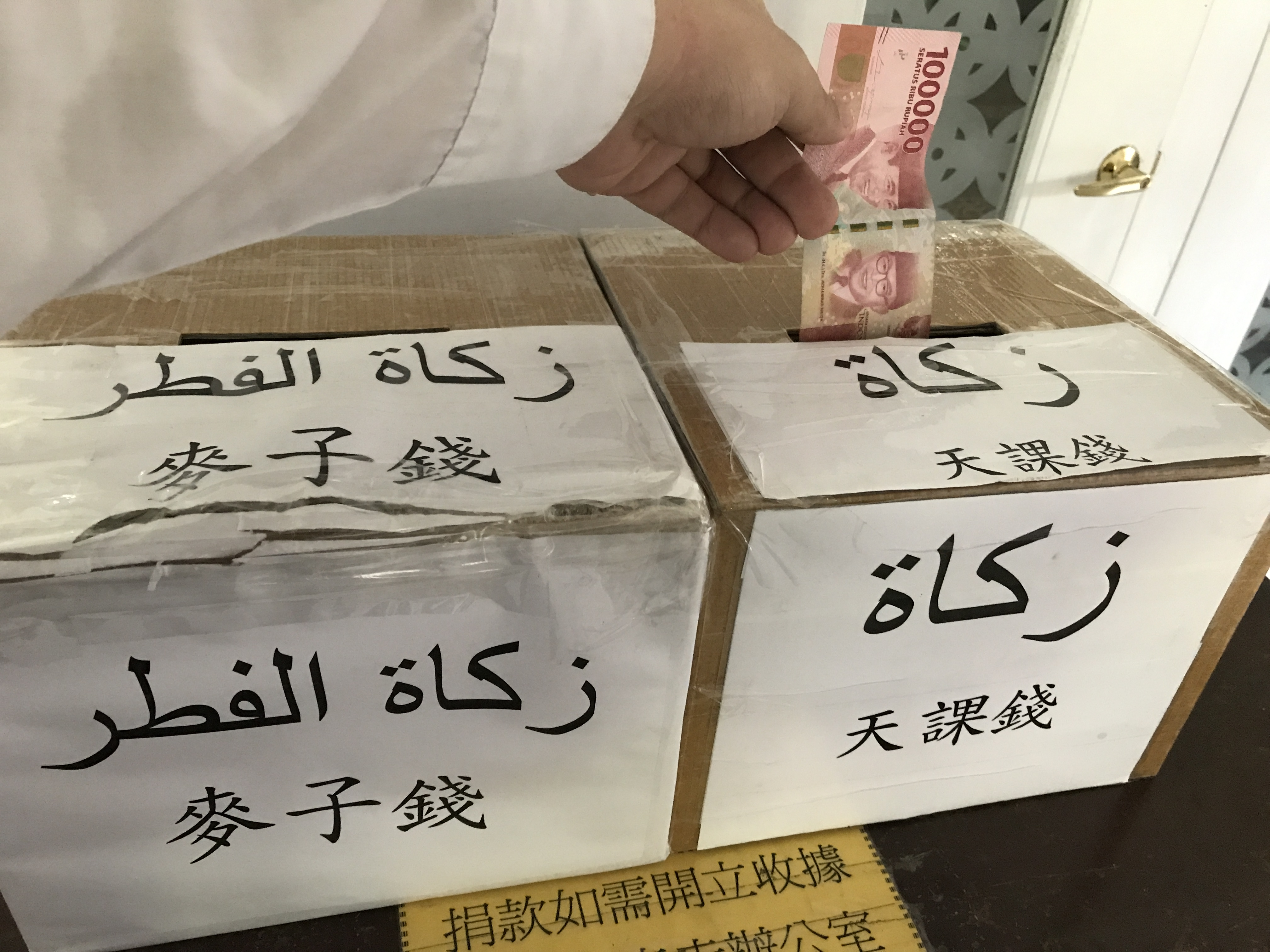
Scatola con elargizioni per la Zakāt nella gran moschea di Taipei, Taiwan.

### Storia
Maometto in quanto orfano sia di padre che di madre ha potuto ben sperimentare cosa potessero significare le privazioni, soprattutto in una società come quella araba preislamica dove il diritto individuale era completamente assorbito dalla propria appartenenza a una tribù e a una famiglia. L'ingiustizia sociale era infatti uno dei temi principali della sua retorica nel suo periodo meccano.
Quest'obbligo sarebbe stato tuttavia reso effettivo e pienamente efficiente solo nel suo periodo medinese, dove, a capo di uno stato teocratico in continua espansione, avrebbe prescritto all'Umma la Zakāt.
Un tempo l'elemosina legale era amministrata da appositi funzionari, detti amil (ummai al plurale). Tutt'oggi in alcuni paesi nel Mondo islamico è una pratica obbligatoria, anche se sempre più spazio hanno organizzazioni benefiche private.

### Altre donazioni
La Zakat non va confusa con altre "tipologie di pagamenti" previste dalla Shari'a, per esempio elargizioni facoltative (sadaqa) o tassazioni di altro genere (Jizya). Solo la Zakat sarebbe infatti un obbligo assoluto di fede, e il non adempimento nonostante la disponibilità di mezzi rappresenterebbe un Peccato.
Si stima che il totale delle donazioni superi i duecento miliardi di dollari ogni anno, ovvero oltre quindici volte quanto elargito dall'OCHA.

## Quarto pilastro: digiuno
Il Ṣawm è il digiuno rituale nel mese di Ramadan. Reso obbligatorio nel secondo anno dell'Egira, viene tutt'oggi fatto per ricordare la prima rivelazione del Corano a Maometto.

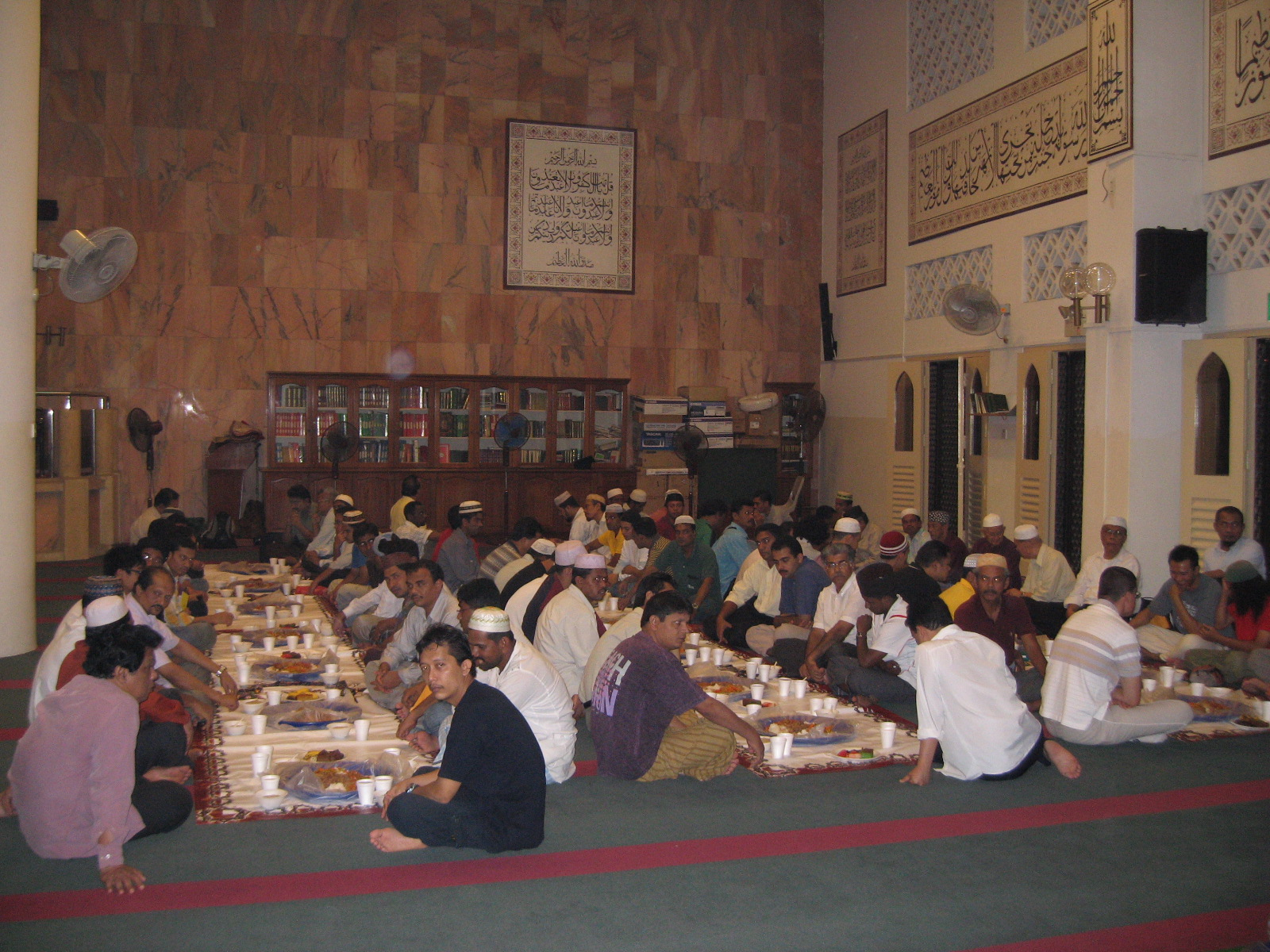
Fedeli in attesa dell'interruzione del digiuno (Ifṭār).

Questo sarebbe obbligatorio per quanti godano di buona salute. Vengono però fatte eccezioni, per esempio a diabetici, anziani, malati gravi, donne incinte, che allattano o con le mestruazioni A quanti sono in viaggio, malati, in guerra o chi semplicemente ha ceduto alla tentazione, basterebbe recuperare dopo la fine dei trenta giorni.
Il divieto di bere e mangiare andrebbe dall'alba al tramonto, consentendo ai fedeli di rifocillarsi durante la notte, nel pasto chiamato Ifṭār. La cosa più complicata del Ṣawm sarebbe invece il divieto di bere anche acqua durante le ore più calde.
L'obbligo sarebbe esteso anche al fumo e alle pratiche sessuali. Viene inoltre posto al fedele in divieto di assumere comportamenti peccaminosi, i quali vanificherebbero il digiuno.

### Il Ramadan
Il Ramadan sarebbe il mese in cui Maometto avrebbe ricevuto la rivelazione, nonché il periodo in cui si faceva ripetere le sure rivelate e le correggeva. Il profeta sarebbe stato infatti analfabeta e avrebbe avuto bisogno che i suoi seguaci gli ripetessero quanto detto fino ad allora. La notte in cui tradizionalmente si pone la prima rivelazione è detta Laylat al-Qadr, "notte del destino".
L'ultimo giorno di Ramadan si celebra l'Id al-fitr, la festa dell'interruzione del digiuno, nonché seconda ricorrenza più importante del Calendario islamico.
(Corano 2:185)

## Quinto pilastro: pellegrinaggio
Il quinto e ultimo è il pellegrinaggio alla Kaʿba, a La Mecca. Viene svolto nell'ultimo mese dell'anno (dhū l-Ḥijja) da quanti se lo possono permettere fisicamente ed economicamente.

### Storia

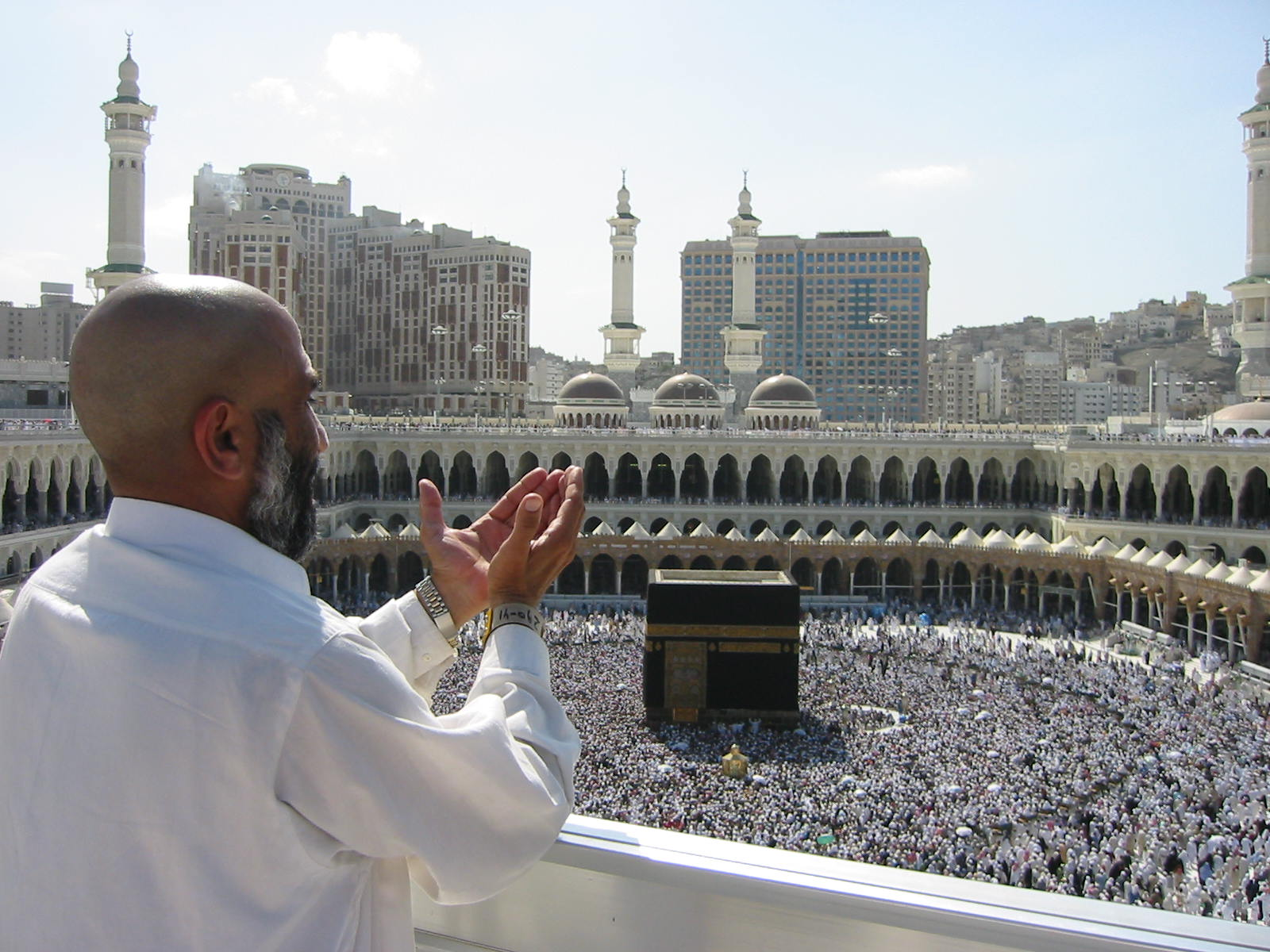
Ka'ba a La Mecca, Arabia Saudita

La Kaʿba era già nell'Arabia preislamica un luogo di destinazione di pellegrini provenienti dagli angoli più sperduti della penisola. Prima dell'Islam vi era infatti un complesso credo di tipo politeista, con al centro un "Dio padre" e le sue tre figlie: Allat, 'Uzza e Manat.
Dopo la sconfitta delle truppe meccane ai danni delle medinesi e l'instaurazione della teocrazia maomettiana, la Ka'ba fu spogliata di tutti gli idoli eccetto le immagini della Sacra Famiglia, divenendo ben presto il luogo più sacro della tradizione islamica.
I pellegrinaggi, obbligatori già per i primi musulmani, assunsero quindi nella società araba un ruolo non solo religioso ma anche politico e culturale non da poco, facendo sì che sufi, re, filosofi e altre personalità potessero incontrarsi e scambiarsi le idee, cementando, inoltre, nelle menti dei musulmani un discreto senso di unità.

### Rituali
Il pellegrinaggio è un complesso di riti che si svolgono alla Mecca ogni Dhu l-Hijja, l'ultimo mese dell'anno, e ai quali ogni musulmano dovrebbe partecipare almeno una volta nella vita. I riti sarebbero i seguenti:
- Esprimere la sincera intenzione di svolgere il rito legale che si sta per compiere.
- Assunzione dello stato di purità maggiore, tramite il lavaggio completo del corpo, con il quale conseguire il ṭahāra.
- Settuplice circumambulazione in senso antiorario della Kaʿba. Salat davanti al Maqām Ibrāhīm.
- Ottavo giorno: Yawm al-tarwiya, o "giorno dello straripamento". Spostamento verso Mina, a sud di La Mecca. La notte viene trascorsa in città o nella pianura di ʿArafāt.
- Nono giorno: Yawm al-nahr o al-aḍḥā, o Giorno del sacrificio a Mina. Qui una vittima animale viene immolata a Dio per poi mangiarne una parte con gli altri pellegrini.
- Decimo giorno: Lancio di sette sassolini raccolti tra Mina e Muzdalifa contro una delle 3 steli che rappresentano il diavolo.
- Rasatura - o accorciamento per le donne - della capigliatura e fine dello stato di purità rituale.
- Ritorno a La Mecca per un ṭawāf (circumambulazione) di saluto alla Kaʿba.
- Giorni 11, 12 e 13: "Giorni della gioia", in cui è vietato digiunare. Il rito della lapidazione può essere ripetuto per un massimo di 70 pietre.

## Jihad: un sesto pilastro?
Se oltre l'85% dei musulmani moderni si identifica nel sunnismo(coloro che rispettano la validità della sunna, un libro con le regole comportamentali), per alcuni musulmani vi sarebbe però un sesto pilastro, il "Jihād", spesso inteso nel più conosciuto significato di Guerra santa.

### Kharigiti
Nella concezione dei Kharigiti più oltranzisti, solo la battaglia poteva manifestare il volere di Dio. La guerra era l'atto più puro che si potesse fare in nome di Dio, il quale conosce intimamente i fedeli e non considera musulmani ipocriti e peccatori. Nella loro concezione, più egualitaria di altre, solo una persona estremamente valorosa e retta può guidare la comunità, anche le donne.

#### Storia
Questo particolare gruppo scissionista nacque a seguito della battaglia di Siffin, dove il califfo ʿAlī ibn Abī Ṭālib, nonostante la vittoria che stava riportando contro le truppe di Mu'awiya, concesse una tregua. Durante il combattimento, infatti, i futuri sunniti appesero pagine del Corano alle loro armi, invocando la pace.
L'interruzione del conflitto costò ai futuri sciiti la vittoria della prima guerra civile islamica, sicché i futuri sunniti ebbero modo di riorganizzarsi. In questo contesto si verificò la prima vera scissione all'interno dell'Islam, quella dei kharigiti. I quali credevano che Alì avesse commesso sacrilegio a interrompere il combattimento, sicché solo la battaglia manifesta il volere divino.
Nell'immediato futuro questi si caratterizzarono come un movimento profondamente dedito al combattimento. Furono talora considerati i primi veri terroristi, in quanto ritenevano il loro il solo Islam possibile e affrontavano in campo aperto sunniti, sciiti, cristiani, ebrei, idolatri. La guerra diventava per loro una prassi, il modo più facile per aggiudicarsi la grazia di Dio. Il martirio era la meta più ambita e la morte violenta una speranza, un modo per ricongiungersi con i fratelli caduti.
Nel corso dei secoli furono duramente repressi e finirono per ritirarsi nelle aree più isolate del Califfato.

#### Oggi
Oggi i kharigiti sono presenti nel ramo minoritario e moderato degli ibaditi in Oman e in alcune aree del Maghreb. Secondo alcuni studiosi, inoltre, l'ISIS potrebbe considerarsi un movimento kharigita.

### Sciiti
Per gli Sciiti la Jihād è un autentico pilastro, ma solo l'Imam potrebbe proclamarla.

#### Duodecimani
Nella concezione sciita Duodecimana alla fine dei giorni l'imam occulto, il dodicesimo, nascostosi a causa delle persecuzioni califfali, tornerà e armi alla mano ripristinerà il messaggio originario del corano, fondando un nuovo regno della pace. Tutt'oggi i cittadini della Repubblica Islamica dell'Iran attendono l'Imam Madhi.

#### Zayditi
Gli Zayditi ritengono invece che solo chi, armi alla mano, riuscirà a sconfiggere gli usurpatori e gli ipocriti potrà essere degno di guidare l'Umma.

#### Ismailiti
L'Ismailismo è una corrente dell'Islam sciita. I suoi membri sono chiamati ismailiti (Arabo الاسماعيليون, al-ismāʿīliyyūn) e, talvolta, "settimani" ( sabʿiyya ) per il fatto di riconoscere come legittima e non più revocata o mutata successione quella del settimo Imam Ismāʿīl, figlio di Ja'far al-Sadiq.
Gli ismailiti sono la seconda in ordine di grandezza tra le correnti in cui è diviso l'islam sciita dopo i duodecimani. Il loro nome deriva dalla convinzione che il settimo imam fosse Ismāʿīl ibn Jaʿfar e non il fratello minore Mūsā al-Kāẓim la cui legittimità è invece sostenuta dagli altri sciiti. Con l'avvento della dinastia dei Fatimidi in Egitto tra il decimo e il dodicesimo secolo l'Ismailismo divenne non solo la più importante tra le correnti dello sciismo, ma giunse anche a mettere in discussione il primato dei sunniti.
L'Ismailismo ha sempre dato grande rilevanza agli elementi esoterici della religione islamica: dai duodecimani li separano infatti, oltre alle ragioni politiche, anche una disquisizione sulla natura mistica della figura dell'Imam e del suo rapporto con Allah.
Gli ismailiti vivono perlopiù in Siria, Arabia Saudita, Yemen, Cina, Tagikistan, Afghanistan, India e Africa Orientale ma in anni recenti numerosi sono emigrati in Europa e Stati Uniti d'America.
Malgrado gli ismailiti si siano divisi in numerosi sottogruppi, il termine è oggi generalmente usato per indicare i Nizariti, seguaci dell'Aga Khan, che sono la più numerosa delle sette ismailite.
Rami oggi estinti degli ismailiti sono i Musta'liani (che però hanno originato i Dawudi Bohora) e i Carmati.